# Faith Kipyegon
Faith Kipyegon, född 10 januari 1994, är en kenyansk friidrottare som tävlar i medeldistans- och långdistanslöpning.

## Karriär
Kipyegon blev olympisk guldmedaljör på 1500 meter vid olympiska sommarspelen 2016 i Rio de Janeiro. Vid olympiska sommarspelen 2020 i Tokyo tog Kipyegon återigen guld på 1 500 meter och slog olympiskt rekord med tiden 3.53,11.
I juli 2022 vid VM i Eugene tog Kipyegon sitt andra VM-guld på 1 500 meter efter ett lopp på 3 minuter och 52,96 sekunder. I ett lopp vid Diamond League-galan i Monaco 10 augusti 2022 sprang hon 1500 meter på 3.50,37, vilket är personligt och kenyanskt rekord.
På Diamond League-galan i Eugene, Oregon den 5 juli 2025 satte hon ett nytt världsrekord på 1 500 meter med tiden 3.48,68.
Vid OS 2024 tog hon sitt tredje raka OS-guld på 1 500 meter och silver på 5 000 meter.